# 小行星22158
小行星22158（22158 Chee）是一颗绕太阳运转的小行星，为主小行星带小行星。该小行星于2000年11月21日发现。

## 轨道参数
小行星22158的轨道半长轴为2.5258027 UA，离心率为0.128。